# Yakudza vicarius
Yakudza vicarius (лат.) — вид бабочек из семейства древоточцев инфраотряда разнокрылых бабочек, единственный в составе рода Yakudza. Распространён в Японии, Китае. Длина передних крыльев самца — 18—23 мм, самки — 27—31 мм. Серовато-бурые (для крыльев характерно чередование тёмных и светлых элементов). Отличается укороченными крыльями и усиками, особенностями строения гениталий самца (ункус узкий, треугольный; эдеагус короче вальвы). Имаго летают в июне–августе.
Вид ранее включался в состав рода Cossus (под названием Cossus vicarius Walker, 1865), но в 2006 году российским лепидоптерологом  Романом Викторовичем Яковлевым (Алтайский государственный университет, Барнаул) был выделен в монотипический род Yakudza, названный по имени японского криминального сообщества, так как сетчатая окраска бабочки имеет сходство с используемыми ими татуировками.